# Micrurapteryx sophorivora
Micrurapteryx sophorivora är en fjärilsart som beskrevs av Kuznetzov och Tristan 1985. Micrurapteryx sophorivora ingår i släktet Micrurapteryx och familjen styltmalar.
Artens utbredningsområde är Kazakstan. Inga underarter finns listade i Catalogue of Life.